# Никаев, Шамиль
Шами́ль Ника́ев (нидерл. Shamil Nikaev; род. 16 июня 1995, Грозный) — бельгийский, а впоследствии российский боец смешанных единоборств, выступающий в полусредней весовой категории под эгидой Bellator MMA. Чемпион Бельгии по смешанным единоборствам. 

## Биография
Родился в Чечне. В семь лет переехал в Бельгию. Тренировался в клубе «Death Row» из Синт-Трёйдена. 22 января 2011 года провёл свой дебютный бой в смешанных единоборствах, в котором единогласным решением судей победил немецкого спортсмена Виктора Виттмана.
Уже в июне 2012 года стал чемпионом Фламандии, а в апреле 2013 года — чемпионом Бельгии по смешанным единоборствам в категории до 75 кг, победив единогласным решением судей Ника Верховена. В мае 2013 года участвовал в квалификационном турнире к Всемирным играм боевых искусств по грэпплингу, уступив в первом же поединке французу Матьё Юссону. В октябре защищает титул чемпиона Бельгии. Впоследствии Никаев перешёл в бойцовский клуб «Беркут».
4 мая 2019 года на турнире по кикбоксингу К-1 в Хёсден-Золдере победил Конана Саленса.
В сентябре 2019 года вошёл в команду Sanford Mixed Martial Arts, в декабре 2019 года подписал контракт с Bellator
В декабре 2020 года дебютировал в Bellator, победив американца Кемрана Лачинова единогласным решением судей.

## Статистика боёв

### Профессиональная карьера
| Результат    | Рекорд   | Соперник                       | Способ                                    | Турнир                                  | Дата             | Раунд | Время | Место               | Примечание |
| ------------ | -------- | ------------------------------ | ----------------------------------------- | --------------------------------------- | ---------------- | ----- | ----- | ------------------- | ---------- |
| Поражение    | 10-1 (1) | Майк Хэмил                     | Решением (большинством судейских голосов) | Bellator 297: Немков - Ромеро           | 16 июня 2023     | 3     | 5:00  | США, Чикаго         |            |
| Победа       | 10-0 (1) | Кемран Лачинов                 | Решением (единогласным)                   | Bellator 254: Макфарлэйн - Веласкес     | 10 декабря 2020  | 3     | 5:00  | США, Анкасвилл      |            |
| Победа       | 9-0 (1)  | Александр Сарнавский           | Решением (раздельным)                     | ACB 80 Burrell vs. Tumenov              | 16 февраля 2018  | 3     | 5:00  | Россия, Краснодар   |            |
| Победа       | 8-0 (1)  | Кристос Гиагос                 | Решением (раздельным)                     | ACB 71 Moscow                           | 30 сентября 2017 | 3     | 5:00  | Россия, Москва      |            |
| Победа       | 7-0 (1)  | Аурел Пиртеа                   | Решением (единогласным)                   | ACB 60 Agujev vs. DeVent                | 13 мая 2017      | 3     | 5:00  | Австрия, Вена       |            |
| Не состоялся | 6-0 (1)  | Жоао Луис                      | Без результата                            | ACB 52 Another Level of MMA Fighting    | 21 января 2017   | 3     | 5:00  | Австрия, Вена       |            |
| Победа       | 6-0      | Артур Лемос                    | Решением (единогласным)                   | ACB 43 Battle of the Sura               | 20 августа 2016  | 3     | 5:00  | Россия, Пенза       |            |
| Победа       | 5-0      | Джамиль Сильвейра да Консейсау | Решением (единогласным)                   | ACB 32 - Battle of Lions                | 26 марта 2016    | 3     | 5:00  | Россия, Москва      |            |
| Победа       | 4-0      | Роман Авдалян                  | Сабмишном (кимура)                        | ACB 26 - Grand Prix Final 2015          | 28 ноября 2015   | 2     | 4:12  | Россия, Грозный     |            |
| Победа       | 3-0      | Амир Айгубов                   | Решением (единогласным)                   | ACB 17 - Grand Prix Berkut 2015 Stage 4 | 2 мая 2015       | 3     | 5:00  | Россия, Грозный     |            |
| Победа       | 2-0      | Дэйв Дормэнс                   | Решением (единогласным)                   | BOTS 10 - Battle of the South           | 31 марта 2012    | 2     | 5:00  | Нидерланды, Лимбург |            |
| Победа       | 1-0      | Виктор Виттман                 | Решением (единогласным)                   | OC 22 - Outsider Cup 22                 | 22 января 2011   | 3     | 5:00  | Германия, Билефельд |            |

### Любительская карьера
| Результат | Рекорд | Соперник       | Способ                  | Турнир                | Дата          | Раунд | Время | Место               | Примечание |
| --------- | ------ | -------------- | ----------------------- | --------------------- | ------------- | ----- | ----- | ------------------- | ---------- |
| Победа    | 1-0    | Джим ван’т Хоф | Решением (единогласным) | OG2F - One Gate 2 Far | 3 ноября 2012 | 2     | 3:00  | Нидерланды, Лимбург |            |